# Renata Capucci
Renata Capucci Sternick (Rio de Janeiro, 19 de abril de 1973) é uma jornalista, apresentadora e entrevistadora brasileira.

## História
Formou-se em jornalismo pela Pontifícia Universidade Católica do Rio de Janeiro, iniciou na Rede Manchete até 1995, e apresentou o Rio em Manchete e, eventualmente, o Jornal da Manchete.
Após estrear na TV Globo em 1995, apresentou diversos telejornais, como o Jornal Hoje e o RJTV, e fez reportagens para o Jornal Nacional e Fantástico. Em 1999, narrou o desfile das escolas de samba do Grupo Especial do Rio, ao lado de Fernando Vanucci, no mesmo ano Renata se tornaria a stand by oficial de Leilane Neubarth no Bom Dia Brasil  e pouco tempo depois recebeu o convite para apresentar o De Olho no Big Brother.
No final de outubro de 2009, Renata deixou o comando do RJTV, para se dedicar às reportagens da rede. Desde dezembro de 2009, comanda as tradicionais entrevistas de sábado no Jornal Hoje, além de apresentar eventualmente   e fazer reportagens  para o mesmo telejornal. Eventualmente, também apresentava o RJTV e o Jornal Hoje, no plantão de sábado.
Em 2018, participou da segunda temporada do programa Popstar e ficou em 4º lugar. No programa, fez diversas homenagens às filhas e ao marido.
Apresentou o jornal hoje como eventual de 2010 até 2019. Em maio de 2019 Renata anuncia que vai apresentar o Via Brasil e apresentadora eventual do Como Será?.

## Filmografia
| Ano           | Nome                   | Cargo                   | Emissora                   |
| ------------- | ---------------------- | ----------------------- | -------------------------- |
| 1995–96       | Rio em Manchete        | Apresentadora           | TV Manchete Rio de Janeiro |
| 1996–99       | RJTV 1ª Edição         | Apresentadora           | TV Globo Rio de Janeiro    |
| 1996–99       | Jornal Hoje            | Apresentadora eventual  | TV Globo                   |
| 2002–06       | De Olho no Big Brother | Repórter                | TV Globo                   |
| 2006–09       | RJTV 1ª Edição         | Apresentadora           | TV Globo Rio de Janeiro    |
| 2010–19       | Jornal Hoje            | Apresentadora eventual  | TV Globo                   |
| 2018          | Popstar                | Participante (4° lugar) | TV Globo                   |
| 2019–21       | Via Brasil             | Apresentadora           | GloboNews                  |
| 2022–presente | Fantástico             | Repórter                | TV Globo                   |